# 摩尔多瓦自由民主党

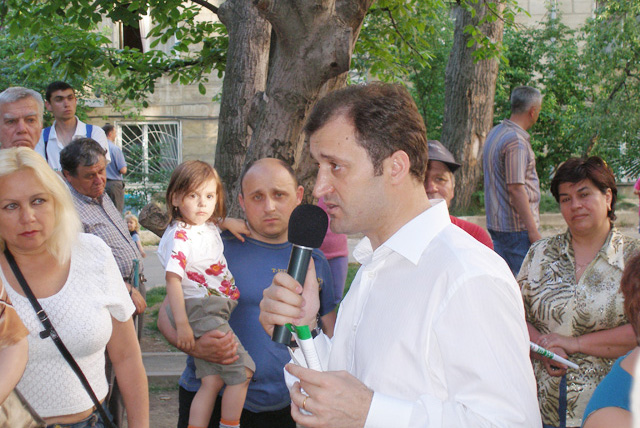
弗拉德·菲拉特

摩爾多瓦自由民主黨（羅馬尼亞語：Partidul Liberal Democrat din Moldova，缩写为PLDM）摩爾多瓦保守主义政党。成立于2007年12月8日，主席弗拉德·菲拉特，在2009年7月29日的议会选举中，PLDM获得16.57%的选票，获得议会18个代表席位，菲拉特担任摩尔多瓦总理。
2010年11月28日的议会选举中，PLDM获得32.2%的选票，有32个议会席位，成为第一大党。

## 领袖
1. 弗拉德·菲拉特, PLDM主席; 
2. 尤里·莱安克（Iurie Leanca）, 第一副主席; 
3. 扬·巴兰（Ion Balan）, 副主席，负责农村发展问题; 
4. 尤利安·弗伦塔苏（Iulian Fruntasu）,  副主席，负责问题外交政策和国际关系; 
5. 奥克塔维安·格拉马（Octavian Grama）, 副主席，负责社会安全和健康问题;
6. 莉莉安娜·帕利霍维奇（Liliana Palihovici）, 副主席，负责公民社会关系;
7. 瓦列留·斯特列莱茨（Valeriu Streleţ）, 副主席，负责经济发展问题和商业关系;
8. 米哈伊·斯莱赫蒂奇（Mihai Sleahtitchi）, 副主席，负责教育,文化和学术的关系;
9. 尤里·塔普（Iurie Tap）, 副主席，负责公共管理问题; 
10. 维克托·罗斯卡（Victor Rosca）, 总书记
国家政治委员会包括260个委员和41个永久中央局委员。

PLDM在2009年4月选举中在各地区赢得的选票多寡

| 2009 (4月) | 议会 | 191,113 | 12.43 | 15 |
| 2009 (7月) | 议会 | 262,028 | 16.57 | 18 |
| 2010       | 议会 | 505,638 | 29.38 | 32 |